# اچ‌ام‌اس تاکتیکیان (پی۳۱۴)
اچ‌ام‌اس تاکتیکیان (پی۳۱۴) (به انگلیسی: HMS Tactician (P314)) یک زیردریایی بود که طول آن ۲۷۶ فوت ۶ اینچ (۸۴٫۲۸ متر) بود. این زیردریایی در سال ۱۹۴۲ ساخته شد.